# 2014 у кіно

## Події
- Січень
  - 12 січня: 71-ша церемонія вручення нагороди «Золотий глобус»
  - 16-26 січня: 30-й кінофестиваль Санденс[1]
  - 18 січня: 20-та церемонія вручення премії Гільдії кіноакторів США[2]
  - 19 січня: 24-та церемонія вручення нагород Американської гільдії продюсерів[3]
- Лютий
  - 6-16 лютого: 63-й Берлінський міжнародний кінофестиваль
  - 9 лютого: 28-ма церемонія вручення премії Гойя[4]
  - 16 лютого: 67-ма церемонія вручення нагород Премії BAFTA
  - 28 лютого: 39-та церемонія вручення премії Сезар[5]
- Березень
  - 1 березня: 28-ма церемонія вручення премії «Незалежний дух»[6] і 34-та церемонія вручення премії «Золота малина»
  - 2 березня: 86-та церемонія вручення нагороди «Оскар»
- Травень
  - 15 травня: 1-ша церемонія вручення Премії Національної спілки кінематографістів України[7]
  - 14-25 травня: 67-й Каннський кінофестиваль[8][9]
- Червень
  - 14-22 червня: 17-й Шанхайський міжнародний кінофестиваль[10][11]
- Липень
  - 11-19 липня: 5-й Одеський міжнародний кінофестиваль[12]
- Серпень
  - 6-16 серпня: 67-й Міжнародний кінофестиваль у Локарно[13]
  - 27 серпня — 6 вересня: 71-й Венеційський кінофестиваль[14]
- Вересень
  - 4-14 вересня: 39-й Міжнародний кінофестиваль у Торонто[15]

## Нагороди

### Золотий глобус
71-ша церемонія вручення премії Голлівудської асоціації іноземної преси відбулася 12 січня в Беверлі-Хіллз, Каліфорнія.
- Найкращий фільм (драма): 12 років рабства
- Найкращий фільм (комедія або мюзикл): Афера по-американськи
- Найкращий режисер: Альфонсо Куарон (Гравітація)
- Найкраща акторка (драма): Кейт Бланшетт (Жасмин)
- Найкращий актор (драма): Меттью Макконехі (Далласький клуб покупців)
- Найкраща акторка (комедія чи мюзикл): Емі Адамс (Афера по-американськи)
- Найкраща актор (комедія чи мюзикл): Леонардо ДіКапріо (Вовк із Волл-стріт)
- Найкращий анімаційний фільм: Крижане серце
- Найкращий фільм іноземною мовою: Велика краса (Італія)

### Берлінале
64-й Берлінський міжнародний кінофестиваль проходив з 6 по 16 лютого в Берліні. Головою журі був американський сценарист Джеймс Шамус.
- Найкращий фільм: Чорне вугілля, тонка крига — режисер: Їнан Дяо.
- Найкращий режисер: Річард Лінклейтер (Отроцтво)
- Найкраща акторка: Хару Курокі (Маленький будинок)
- Найкращий актор: Ляо Фань (Чорне вугілля, тонка крига)

### BAFTA
67-ма церемонія вручення премії Британської академії телебачення та кіномистецтва відбулась 16 лютого в Лондоні.
- Найкращий фільм: 12 років рабства
- Найкращий британський фільм: Гравітація
- Найкращий режисер: Альфонсо Куарон (Гравітація)
- Найкраща акторка: Кейт Бланшетт (Жасмин)
- Найкращий актор: Чіветель Еджифор (12 років рабства)
- Найкраща акторка другого плану: Дженніфер Лоуренс (Американська афера)
- Найкращий актор другого плану: Бархад Абді (Капітан Філліпс)
- Найкращий анімаційний фільм: Крижане серце
- Найкращий фільм іноземною мовою: Велика краса

### Сезар
39-та церемонія вручення премії Французької академії кінематографічних мистецтв і техніки відбулася 28 лютого у Парижі.
- Найкращий фільм: Я, знову я і мама
- Найкращий режисер: Роман Полянський (Венера в хутрі)
- Найкращий актор: Гійом Гальєнн (Я, знову я і мама)
- Найкраща акторка: Сандрін Кіберлейн (9 місяців суворого режиму)
- Найкращий іноземний фільм: Розімкнене коло
- Найкраща акторка другого плану: Адель Енель (Сюзанна)
- Найкращий актор другого плану: Мартін Вілер (Міхаель Кольхаас)

### Оскар
86-та церемонія вручення премії Американської академії кіномистецтва відбулася 2 березня у Лос-Анджелесі.
- Найкращий фільм: 12 років рабства
- Найкращий режисер: Альфонсо Куарон (Гравітація)
- Найкращий актор: Меттью Макконехі (Далласький клуб покупців)
- Найкраща акторка: Кейт Бланшетт (Жасмин)
- Найкращий актор другого плану: Джаред Лето (Далласький клуб покупців)
- Найкраща акторка другого плану: Ніонго Люпіта (12 років рабства)
- Найкращий анімаційний повнометражний фільм: Крижане серце
- Найкращий фільм іноземною мовою: Велика краса (Італія)

### Канни
67-й Каннський міжнародний кінофестиваль проходив 14-25 травня в Каннах. Головою журі був новозеландська режисерка і сценаристка Джейн Кемпіон.
- Золота пальмова гілка: Зимовий сон
- Найкращий режисер: Беннетт Міллер (Мисливець на лисиць)
- Найкраща акторка: Джуліанн Мур (Зоряна карта)
- Найкращий актор: Тімоті Сполл (Містер Тернер)

## 10 найкасовіших фільмів року
| Місце | Назва                              | Студія                 | Світові касові збори |
| ----- | ---------------------------------- | ---------------------- | -------------------- |
| 1     | Трансформери 4:Час Вимирання       | Paramount Pictures     | 1,080,939,076 $      |
| 2     | Чаклунка                           | Paramount Pictures     | 757,152,487 $        |
| 3     | Люди Ікс: Дні минулого майбутнього | 20th Century Fox       | 746,045,700 $        |
| 4     | Перший месник: Друга війна         | Marvel Studios         | 714,083,572 $        |
| 5     | Новий Людина-Павук: Висока напруга | Columbia Pictures      | 708,982,323 $        |
| 6     | Світанок планети мавп              | 20th Century Fox       | 699,385,174 $        |
| 7     | Вартові галактики                  | Buena Vista            | 687,094,767 $        |
| 8     | Як приборкати дракона 2            | 20th Century Fox       | 614,695,626 $        |
| 9     | Годзілла                           | Warner Bros./Legendary | 524,976,069 $        |
| 10    | Ріо 2                              | Warner Bros.           | 496,691,616 $        |

## Фільми
Нижче наведені таблиці фільмів відсортованих відносно дати виходу в прокат в Україні.

### Січень— Березень
| Прем'єра        | Прем'єра | Назва                               | Країна              | Творці й Актори | Жанр                                                                     |
| --------------- | -------- | ----------------------------------- | ------------------- | --- | ------------------------------------------------------------------------ |
| С І Ч Е Н Ь     | 1        | Друзі друзів                        | Росія               | Артем Аксененко, Карен Оганесян (режисери); Гарік Харламов, Юрій Стоянов, Миколай Наумов, Тимур Батрутдінов                 | комедія                                                                  |
| С І Ч Е Н Ь     | 1        | Швидше за кроликів                  | Росія               | Дмитро Дьяченко (режисер); Леонід Барац, Александр Демидов, Каміль Ларін                                                    | комедія                                                                  |
| С І Ч Е Н Ь     | 2        | 47 Ронін                            | США                 | Карл Рінш (режисер), Кіану Рівз, Рінко Кікучі, Асано Таданобу                                                               | фентезі, бойовик, пригоди                                                |
| С І Ч Е Н Ь     | 2        | Кохання у великому місті 3          | Росія               | Маріус Вайсберг, Девід Додсон (режисери), Олексій Чадов, Володимир Зеленський, Світлана Ходченкова, Віра Брежнєва           | комедія, романтика                                                       |
| С І Ч Е Н Ь     | 2        | Порятунок містера Бенкса            | США                 | Джон Лі Генкок (режисер), Емма Томпсон, Том Генкс                                                                           | біографія, комедія, драма                                                |
| С І Ч Е Н Ь     | 2        | Готель романтичних побачень         | Франція             | Шарль Немес (режисер), Ерік Елмосніно, Фредерік Бель, Седрік Бен Абдулла                                                    | комедія, романтика                                                       |
| С І Ч Е Н Ь     | 9        | Таємне життя Волтера Мітті          | США                 | Бен Стіллер (режисер і головний актор); Крістен Віг, Ширлі Маклейн, Адам Скотт                                              | комедія, драматичний, пригодницький                                      |
| С І Ч Е Н Ь     | 9        | Тарзан                              | Німеччина           | Райнхард Клоосс (режисер), Келлан Латс, Спенсер Лок, Джо Осмонд                                                             | пригоди, сімейний                                                        |
| С І Ч Е Н Ь     | 9        | Як спокушати важкодоступних жінок   | США                 | Луі-До де Ленсквесен, Джекі Гоффман                                                                                         | комедія                                                                  |
| С І Ч Е Н Ь     | 9        | Анжеліка, маркіза янголів           | Франція             | Аріель Зейтун (режисер); Нора Арнезедер, Жерар Ланвен, Матьє Кассовіц, Томер Сіслей, Патрік Декам                           | історичний, мелодраматичний, пригодницький                               |
| С І Ч Е Н Ь     | 9        | Паранормальне явище: Фатальна мітка | США                 | Крістофер Б. Лендон (режисер); Ендрю Джейкобс, Хорхе Діаз, Габріель Волш, Рені Віктор, Ноемі Гонзалес                       | жахи, трилер                                                             |
| С І Ч Е Н Ь     | 9        | Боргман                             | ,                   | Алекс Ван Вармердам (режисер й актор); Ян Бейвут, Хадевіх Мініс, Джероен Персеваль, Сара Йорт Дітлевсен                     | комедія, трилер                                                          |
| С І Ч Е Н Ь     | 9        | Земля ведмедів                      | Франція             | Гійом Вінсент (режисер); Маріон Котіяр                                                                                      | документальний, пригодницький, сімейний                                  |
| С І Ч Е Н Ь     | 9        | Лоре                                | ,                   | Кейт Шортланд (режисер); Саскія Розендаль, Кай-Петер Маліна, Неле Требс, Ева-Марія Гаген                                    | військовий, драматичний, історичний                                      |
| С І Ч Е Н Ь     | 9        | Серце дуба                          | Іспанія             | Анхель Ізкуердо, Рікардо Рамон (режисери)                                                                                   | сімейний                                                                 |
| С І Ч Е Н Ь     | 16       | Барака                              | США                 | Рон Фріке (режисер й актор); Рон Фріке, Марк Магідсон, Женев Ніколас                                                        | військовий, документальний                                               |
| С І Ч Е Н Ь     | 16       | Сезон убивць                        | ,                   | Марк Стівен Джонсон (режисер); Роберт де Ніро, Джон Траволта, Майло Вентімілья, Елізабет Олін                               | бойовик, драма, трилер                                                   |
| С І Ч Е Н Ь     | 16       | Джек Раян: Теорія хаосу             | ,                   | Кеннет Брана (режисер й актор); Кріс Пайн, Кевін Костнер, Кеннет Брана, Кіра Найтлі                                         | бойовик, драма, трилер                                                   |
| С І Ч Е Н Ь     | 16       | Загроза зараження                   | США                 | Гленн Чіано (режисер); Крісті Карлсон Романо, Майкл Медсен, Вільям Форсайт                                                  | бойовик, жахи, фантастичний                                              |
| С І Ч Е Н Ь     | 16       | Гранд реванш                        | США                 | Пітер Сігал (режисер); Роберт де Ніро, Сільвестер Сталлоне,Кевін Гарт, Алан Аркін                                           | комедія, спортивний                                                      |
| С І Ч Е Н Ь     | 16       | Як я тепер живу                     | Велика Британія     | Кевін Макдональд (режисер); Сірша Ронан, Том Голланд, Джордж Маккей                                                         | мелодраматичний, пригодницький, фентезі                                  |
| С І Ч Е Н Ь     | 16       | Не згасне надія                     | США                 | Джей Сі Чандор (режисер); Роберт Редфорд                                                                                    | бойовик, пригоди, драма                                                  |
| С І Ч Е Н Ь     | 16       | Мьобіус                             | Південна Корея      | Кім Кі Дук (режисер); Чо Чже Хен, Лі Ин-У, Сео Янг-Джу                                                                      | драматичний                                                              |
| С І Ч Е Н Ь     | 23       | Я, Франкенштейн                     | ,                   | Стюарт Бітті (режисер); Аарон Екхарт, Білл Наї, Івонн Страховскі, Міранда Отто                                              | бойовик, фентезі, наукова фантастика                                     |
| С І Ч Е Н Ь     | 23       | Всередині Л'ювіна Девіса            | ,                   | Джоел й Ітан Коени (режисери); Оскар Айзек, Кері Малліган, Джон Гудмен, Гаррет Гедлунд                                      | драма, музичний                                                          |
| С І Ч Е Н Ь     | 23       | Король сексу                        | ,                   | Майкл Вінтерботтом (режисер); Стів Куган, Імоджен Путс, Анна Фріл                                                           | біографічний, комедія, драматичний                                       |
| С І Ч Е Н Ь     | 23       | Лікар. Учень Авіценни               | Німеччина           | Філліп Штельцль (режисер); Том Пейн, Стеллан Скарсгард, Олів'є Мартінес                                                     | історичний, мелодраматичний, пригоди                                     |
| С І Ч Е Н Ь     | 23       | Чемпіони                            | Росія               | Дмитро Дюжев, Артем Аксененко, Олексій Вакулов (режисери); Олексій Чадов, Світлана Ходченкова, Марк Богатирьов              | спортивний                                                               |
| С І Ч Е Н Ь     | 23       | Хоробре серце                       | Німеччина           | Томас Боденштайн, Г'юберт Вейланд, Ніна Велс (режисери); Ульріх Френк, Том Гергардт, Крістоф Марія Гербст                   | сімейний                                                                 |
| С І Ч Е Н Ь     | 23       | Геракл. Початок легенди             | США                 | Ренні Гарлін (режисер); Келлан Латс, Гайя Вайс, Скотт Едкінс                                                                | бойовик, пригоди                                                         |
| С І Ч Е Н Ь     | 23       | Дуже погані хлопці                  | Ізраїль             | Аарон Кешалес, Навот Папушадо (режисери); Гай Адлер, Ліор Ашкеназі, Двір Бенедек                                            | комедія, кримінальний, трилер                                            |
| С І Ч Е Н Ь     | 30       | Вій                                 | ,                   | Олег Степченко (режисер і сценарист); Джейсон Флемінг, Олексій Чадов, Агнія Дітковскіте, Олег Тактаров, Валерій Золотухін   | трилер, фентезі                                                          |
| С І Ч Е Н Ь     | 30       | Нічого не бійся                     | США                 | Ентоні Леонарді III (режисер); Енн Геч, Джеймс Таппер, Ітан Пек                                                             | жахи                                                                     |
| С І Ч Е Н Ь     | 30       | Серпень: Графство Осейдж            | США                 | Джон Веллс (режисер); Меріл Стріп, Джулія Робертс, Юен Мак-Грегор, Кріс Купер                                               | драма                                                                    |
| С І Ч Е Н Ь     | 30       | Тітоньки                            | Росія               | Олександр Кананович (режисер); Микола Єфремов, Микита Єфремов, Михайло Єфремов                                              | комедія, сімейний, фентезі                                               |
| С І Ч Е Н Ь     | 30       | Мої африканські пригоди             | Данія               | Мартін Міе-Ренар (режисер); Петер Мюгінд, Матильда Гу Кольбен, Себастьян Кронбі                                             | комедія, сімейний, пригоди                                               |
| С І Ч Е Н Ь     | 30       | Розумний сумнів                     | ,                   | Пітер Говітт (режисер); Семюел Л. Джексон, Домінік Купер, Ерін Капрлюк                                                      | кримінальний, трилер                                                     |
| С І Ч Е Н Ь     | 31       | Бабуся                              | Канада              | Хуа Лі (режисер) | драма, автобіографія                                                     |
| Л Ю Т И Й       | 6        | Холостячки у Вегасі                 | США                 | Джейсон Фрідберг, Аарон Зельцер (режисери); Дезрі Голл, Саманта Колберн, Едвіна Річард                                      | комедія                                                                  |
| Л Ю Т И Й       | 6        | 2 спальні, 1 ванна                  | США                 | Стенлі Юнг (режисер); Ерік Робертс, Ді Воллес, Ендрю В. Волкер                                                              | жахи                                                                     |
| Л Ю Т И Й       | 6        | У спорті тільки дівчата             | Росія               | Євген Невський (режисер); Лянка Гриу, Олександр Головін, Катерина Вілкова, Ілля Глинников                                   | комедія, спортивний                                                      |
| Л Ю Т И Й       | 6        | Два обличчя січня                   | ,                   | Хуссейн Аміні (режисер); Кірстен Данст, Вігго Мортенсен, Оскар Айзек                                                        | трилер                                                                   |
| Л Ю Т И Й       | 6        | Ця незручна мить                    | США                 | Том Гормікен (режисер); Зак Ефрон, Майлз Теллер, Майкл Б. Джордан                                                           | комедія, мелодрама                                                       |
| Л Ю Т И Й       | 6        | Останнє кохання містера Моргана     | ,                   | Сандра Неттельбек (режисер); Майкл Кейн, Клеманс Поезі, Джилліан Андерсон                                                   | комедія, мелодрама                                                       |
| Л Ю Т И Й       | 13       | Любов, секс і Лос-Анджелес          | США                 | Гершел Фабер (режисер); Скайлар Естін, Алексіс Кнапп, Камілла Белль                                                         | комедія                                                                  |
| Л Ю Т И Й       | 13       | Робокоп                             | США                 | Жозе Паділья (режисер); Юель Кіннаман, Гері Олдмен, Майкл Кітон                                                             | фантастика, бойовик, кримінальний                                        |
| Л Ю Т И Й       | 13       | Нереальне кохання                   | Росія               | Арман Геворгян (режисер); Марина Александрова, Єгор Бероєв, Равшана Куркова                                                 | комедія, мелодрама                                                       |
| Л Ю Т И Й       | 13       | Афера по-американськи               | США                 | Девід Расселл (режисер); Крістіан Бейл, Бредлі Купер, Емі Адамс, Джеремі Реннер, Дженніфер Лоуренс                          | комедія, мелодрама                                                       |
| Л Ю Т И Й       | 13       | Зимова фантазія                     | США                 | Аківа Голдсман (режисер); Метт Бомер, Вілл Сміт, Дженніфер Коннеллі                                                         | драма, детектив, мелодрама, фентезі                                      |
| Л Ю Т И Й       | 13       | Принцеса і жебрак                   | Італія              | Алессандро Сіані (режисер й актор); Крістіан Де Сіка, Сара Фельбербаум                                                      | комедія                                                                  |
| Л Ю Т И Й       | 13       | Вовк із Волл-стріт                  | США                 | Мартін Скорсезе (режисер); Леонардо ДіКапріо, Джона Гілл, Меттью Макконехі, Джон Фавро, Кайл Чендлер, Жан Дюжарден          | драма, біографічний, комедія, кримінальний, мелодрама                    |
| Л Ю Т И Й       | 20       | Мисливці за скарбами                | ,                   | Джордж Клуні (режисер й актор); Метт Деймон, Білл Мюррей                                                                    | історичний, драма, військовий, бойовик, біографічний, комедія, мелодрама |
| Л Ю Т И Й       | 20       | Вцілілий                            | США                 | Пітер Берг (режисер); Еміль Гірш, Марк Волберг, Стівен Волтерс                                                              | драма, військовий, бойовик, драма, трилер                                |
| Л Ю Т И Й       | 20       | Київський торт                      | Україна             | Олексій Шапарев (режисер); Дмитро Ступка, Діана Сиротіна, Валентин Тамусяк                                                  | комедія                                                                  |
| Л Ю Т И Й       | 20       | 9 місяців суворого режиму           | Франція             | Альберт Дюпонтель (режисер); Альберт Дюпонтель, Філіпп Дюкен, Булі Ланнерс                                                  | комедія, романтика                                                       |
| Л Ю Т И Й       | 20       | Німфоманка. Частина І               | ,                   | Ларс фон Трієр (режисер); Шарлотта Генсбур, Стеллан Скарсгард, Шіа ЛаБеф, Джеймі Белл                                       | драма, еротика                                                           |
| Л Ю Т И Й       | 20       | Помпеї                              | США                 | Пол У. С. Андерсон (режисер); Кіт Герінгтон, Керрі-Енн Мосс, Емілі Браунінг, Джессіка Лукас, Джаред Гарріс, Кіфер Сазерленд | історичний, драма, бойовик, мелодрама, пригоди                           |
| Л Ю Т И Й       | 27       | Закохатися до смерті                | ,                   | Фредрік Бонд (режисер); Шіа ЛаБеф, Медс Міккельсен, Вінсент Д'Онофріо, Еван Рейчел Вуд                                      | комедія, мелодрама, бойовик                                              |
| Л Ю Т И Й       | 27       | Лего. Фільм                         | Австралія · США     | Філ Лорд, Кріс Міллер (режисери); Кріс Претт, Вілл Феррелл, Елізабет Бенкс                                                  | бойовик, комедія                                                         |
| Л Ю Т И Й       | 27       | Легкий на спомин                    | Росія               | Євгеній Абизов (режисер); Гарік Харламов, Кристина Асмус, Екатерина Васільева, Юрій Кузнецов, Ганна Антонова                | комедія                                                                  |
| Л Ю Т И Й       | 27       | Важко бути Богом                    | Росія               | Олексій Герман (режисер); Леонід Ярмольник, Юрій Цуріло                                                                     | фантастика                                                               |
| Л Ю Т И Й       | 27       | Академія вампірів: сестри по крові  | США                 | Марк С. Вотерс (режисер); Ольга Куриленко, Сара Гайланд, Зої Дойч                                                           | детектив, бойовик, комедія, жахи, фентезі                                |
| Л Ю Т И Й       | 27       | Філомена                            | США                 | Стівен Фрірз (режисер); Джуді Денч, Стів Куган, Барбара Джеффорд, Софі Кеннеді Кларк, Кейт Флітвуд                          | драма                                                                    |
| Л Ю Т И Й       | 27       | Знову 16                            | Франція             | Трістан Сегуела (режисер); Лоран Лафітт, Віктор Джордж, Ліна Бенцерті, Джонатан Коен                                        | комедія                                                                  |
| Л Ю Т И Й       | 27       | Вона                                | США                 | Спайк Джонс (режисер); Хоакін Фенікс, Емі Адамс, Руні Мара, Олівія Вайлд, Скарлет Йоханссон                                 | мелодрама, фантастика                                                    |
| Л Ю Т И Й       | 27       | Найкращі дні попереду               | Франція             | Маріон Верну (режисер); Фанні Ардан, Лоран Лафітт, Жан-Франсуа Стевенен                                                     | мелодрама                                                                |
| Л Ю Т И Й       | 27       | Байкери 3                           | Індія               | Віджай Крішна Ачарія (режисер); Амір Кхан, Катріна Кейф, Абхішек Баччан, Удай Чопра                                         | трилер, бойовик, кримінальний                                            |
| Б Е Р Е З Е Н Ь | 6        | Дубровський                         | Росія               | Олександр Вартанов (режисер); Данило Козловський, Юрій Цуріло, Клавдія Коршунова                                            | драма, кримінальний                                                      |
| Б Е Р Е З Е Н Ь | 6        | Люблю. Назавжди                     | США                 | Шана Фест (режисер); Алекс Петтіфер, Габріелла Вайлд, Роберт Патрік                                                         | драма, мелодрама                                                         |
| Б Е Р Е З Е Н Ь | 6        | Німфоманка (2 частина)              | ,                   | Ларс фон Трієр (режисер); Шарлотта Генсбур, Стеллан Скарсгард, Шіа ЛаБеф, Джеймі Белл                                       | драма, еротика                                                           |
| Б Е Р Е З Е Н Ь | 6        | З 8 березня, чоловіки!              | ,                   | Артем Аксененко (режисер); Марія Берсенева, Максим Віторган, Світлана Іванова                                               | комедія, мелодрама                                                       |
| Б Е Р Е З Е Н Ь | 6        | Містер Пібоді і Шерман              | США                 | Роб Мінкофф (режисер); Леслі Манн, Стенлі Туччі, Лейк Белл                                                                  | пригоди, сімейний                                                        |
| Б Е Р Е З Е Н Ь | 6        | 300 Спартанців: Розквіт Імперії     | США                 | Ноам Мурро (режисер); Ева Грін, Родріго Санторо                                                                             | драма, бойовик, історичний                                               |
| Б Е Р Е З Е Н Ь | 13       | Жага швидкості                      | США                 | Скотт Во (режисер); Аарон Пол, Імоджен Путс, Домінік Купер, Рамон Родрігес                                                  | бойовик, кримінал, драма                                                 |
| Б Е Р Е З Е Н Ь | 13       | Володіння 18                        | Росія               | Святослав Подгаєвський (режисер); Дмитро Єндальцев, Марія Фоміна, Борис Полунін                                             | жахи                                                                     |
| Б Е Р Е З Е Н Ь | 13       | Повітряний маршал                   | США                 | Жауме Коллет-Серра (режисер); Ліам Нісон, Джуліанна Мур, Лупіта Ніонго, Енсон Маунт                                         | трилер, бойовик                                                          |
| Б Е Р Е З Е Н Ь | 13       | Далласький клуб покупців            | США                 | Жан-Марк Валле (режисер); Меттью МакКонахі, Дженніфер Гарнер, Джаред Лето, Деніс О'Харе                                     | біографія, драма                                                         |
| Б Е Р Е З Е Н Ь | 13       | По сигарети                         | Франція             | Емманюель Берко (режисер); Катрін Деньов                                                                                    | мелодрама                                                                |
| Б Е Р Е З Е Н Ь | 13       | Одержима                            | США                 | Малік Бейдер (режисер); Крістал Рід, Лукас Тілл, Сара Болджер, Каітріона Белфі                                              | трилер                                                                   |
| Б Е Р Е З Е Н Ь | 13       | Вітер дужчає                        | Японія              | Хаяо Міядзакі (режисер); Джозеф Гордон-Левітт, Емілі Блант, Стенлі Туччі, Мей Уітман                                        | біографія, драма                                                         |
| Б Е Р Е З Е Н Ь | 20       | Зелена кофта                        | Україна             | Володимир Тихий (режисер); Тарас Ткаченко                                                                                   | психологічний трилер                                                     |
| Б Е Р Е З Е Н Ь | 20       | Зальотчики                          | Росія               | Кирило Кузін (режисер); Ілля Глінніков, Гоша Куценко, Віктор Вержбицький, Вадим Галигін                                     | комедія                                                                  |
| Б Е Р Е З Е Н Ь | 20       | Ріо 2                               | США · Бразилія      | Карлос Салдана (режисер); Джессі Айзенберг, Енн Гетевей, Леслі Манн                                                         | сімейний                                                                 |
| Б Е Р Е З Е Н Ь | 20       | Феї: Таємниця піратського острова   | США                 | Пеггі Голмс (режисер); Том Гіддлстон, Крістіна Гендрікс, Мей Вітман                                                         | комедія                                                                  |
| Б Е Р Е З Е Н Ь | 20       | Прокляття 2                         | Японія              | Цутому Ханабуса (режисер); Сатомі Ішихара, Коджи Сето                                                                       | жахи                                                                     |
| Б Е Р Е З Е Н Ь | 20       | Гранд Центрл. Атомне кохання        | Франція · Австрія   | Ребекка Злотовськи (режисер); Тахар Рахім, Леа Сейду, Олівьє Гурме                                                          | мелодрама                                                                |
| Б Е Р Е З Е Н Ь | 27       | Ной                                 | США                 | Даррен Аронофскі (режисер); Рассел Кроу, Дженніфер Коннеллі, Рей Вінстон                                                    | фентезі, драма                                                           |
| Б Е Р Е З Е Н Ь | 27       | Красуня і чудовисько                | Франція · Німеччина | Крістоф Ганс (режисер); Венсан Кассель, Леа Сейду, Андре Дюссольє                                                           | мелодрама, трилер, фентезі                                               |
| Б Е Р Е З Е Н Ь | 27       | Трубач                              | Україна             | Анатолій Матешко (режисер); Олексій Горбунов, Нонна Гришаєва                                                                | комедія, музичний                                                        |
| Б Е Р Е З Е Н Ь | 27       | Недитячі ігри                       | Мексика             | Р. Макінов (режисер); Вінесса Шоу, Ебон Мосс-Бакрак, Даніель Хіменес Качо, Херардо Тарасена                                 | жахи                                                                     |

### Квітень— Червень
| Прем'єра      | Прем'єра | Назва                               | Країна                           | Творці й Актори | Жанр                                       |
| ------------- | -------- | ----------------------------------- | -------------------------------- | --- | ------------------------------------------ |
| К В І Т Е Н Ь | 3        | Замок в Італії                      | Франція                          | Валерія Бруні-Тедескі (режисер); Валерія Бруні-Тедескі, Луї Гаррель, Ксав'є Бовуа                                                    | комедія, драма                             |
| К В І Т Е Н Ь | 3        | Синевир                             | Україна                          | Олександр Альошечкін, В'ячеслав Альошечкін (режисери); Сергій Романюк, Олена Лавренюк, Ілля Рудаков, Богдан Юсипчук, Зоряна Марченко | фантастика, трилер                         |
| К В І Т Е Н Ь | 3        | Перший месник: Друга війна          | США                              | Ентоні Руссо, Джо Руссо (режисер); Кріс Еванс, Скарлетт Йоганссон, Себастьян Стен, Ентоні Макі, Кобі Смолдерс                        | бойовик, пригоди, фантастика               |
| К В І Т Е Н Ь | 3        | Рейд 2                              | Індонезія                        | Гарет Еванс (режисер); Іко Ювайс, Джулі Естелль, Яян Рухьян, Аріфін Путра, Ока Антара                                                | бойовик кримінальний, трилер               |
| К В І Т Е Н Ь | 3        | Стартап                             | Росія                            | Дмитро Соболєв (режисер); Євген Ткачук, Шаміль Хаматов, Андрій Соколов                                                               | біографічний                               |
| К В І Т Е Н Ь | 3        | Аттіла Марсель                      | Франція                          | Сільвен Шоме (режисер); Анн Ле Ні, Луіс Рего                                                                                         | комедія                                    |
| К В І Т Е Н Ь | 3        | Стартап                             | Росія · Велика Британія          | Андрій Хвостов (режисер); Террі Суіні, Надія Толубєєва, Костянтин Малишев, Леонід Мозговий                                           | мелодрама                                  |
| К В І Т Е Н Ь | 3        | Мізерере                            | Франція · Бельгія                | Сільвен Вайт (режисер); Жерар Депардьє, Джоі Старр, Рюдігер Фоглер, Елена Ногуерра, Тьєррі Лермітт                                   | трилер                                     |
| К В І Т Е Н Ь | 10       | Дивергент                           | США                              | Ніл Бергер (режисер); Кейт Вінслет, Шейлін Вудлі, Тео Джеймс                                                                         | пригоди, мелодрама, фантастика, бойовик    |
| К В І Т Е Н Ь | 10       | Виживуть тільки коханці             | , ,                              | Джим Джармуш (режисер); Том Гіддлстон, Тільда Свінтон, Міа Васіковська, Джон Герт                                                    | драма, мелодрама, жахи                     |
| К В І Т Е Н Ь | 10       | Ти мене кохаєш?                     | Україна                          | Юлія Курбатова (режисер); Артем Міхалков, Надія Мейхер, Юлія Курбатова, Сергій Астахов                                               | комедія, романтика                         |
| К В І Т Е Н Ь | 10       | Ів Сен Лоран                        | Франція                          | Жаліль Леспер (режисер); П'єр Ніні, Гійом Гальєнн                                                                                    | біографічний, драма                        |
| К В І Т Е Н Ь | 10       | Кіт-Грім та зачарований дім         | ,                                | Бен Стассен (режисер); | пригоди, сімейний                          |
| К В І Т Е Н Ь | 10       | Шалений патруль                     | США                              | Тім Сторі (режисер); Оши Джексон, Кевін Гарт, Джон Легуізамо, Брюс МакГілл, Лоуренс Фішберн                                          | комедія, бойовик                           |
| К В І Т Е Н Ь | 10       | Три дні на вбивство                 | США                              | Джозеф МакДжинті Найкол (режисер); Кевін Костнер, Ембер Герд, Гейлі Стейнфілд                                                        | трилер, драма, бойовик                     |
| К В І Т Е Н Ь | 10       | Окулус                              | США                              | Майк Фленеган (режисер); Карен Гіллан, Брентон Туєйтес, Кеті Сакхофф, Джеймс Лефферті                                                | жахи                                       |
| К В І Т Е Н Ь | 17       | Кохання, секс і Лос-Анджелес        | США                              | Гершел Фабер (режисер); Скайлар Естін, Камілла Белль, Джейсон Патрік                                                                 | комедія, романтика                         |
| К В І Т Е Н Ь | 17       | Гангста Love                        | США                              | Рейомнд Де Фелітта (режисер); Майкл Пітт, Ніна Аріанда, Енді Гарсія, Рей Романо                                                      | драма, комедія, кримінал                   |
| К В І Т Е Н Ь | 17       | Саботаж                             | США                              | Девід Ейєр (режисер); Арнольд Шварценеггер, Сем Вортінгтон, Терренс Говард, Олівія Вільямс                                           | бойовик, драма, кримінальний               |
| К В І Т Е Н Ь | 17       | Швидкий                             | Росія                            | Ігор Волошин (режисер); Сергій Светлаков, Марґарита Левієва, Павло Дерев'янко, Інгеборга Дапкунайте                                  | комедія                                    |
| К В І Т Е Н Ь | 17       | Авантюристи                         | Росія                            | Костянтин Буслов (режисер); Костянтин Хабенський, Світлана Ходченкова, Денис Шведов                                                  | пригоди                                    |
| К В І Т Е Н Ь | 17       | Двійник                             | Велика Британія                  | Річард Айоаде (режисер); Джессі Айзенберг, Міа Васіковська, Саллі Гоукінс, Джемма Чан                                                | драматичний, трилер                        |
| К В І Т Е Н Ь | 17       | Реальна білка                       | ,                                | Пітер Лепеніотіс (режисер); Вілл Арнетт, Брендан Фрейзер, Ліам Нісон, Кетрін Гейгл                                                   | сімейний                                   |
| К В І Т Е Н Ь | 24       | Під маскою Жиголо                   | США                              | Джон Туртурро (режисер); Джон Туртурро, Вуді Аллен, Ванесса Параді, Шерон Стоун, Софія Вергара                                       | комедія                                    |
| К В І Т Е Н Ь | 24       | Газгольдер                          | Росія                            | Іван Курський (режисер); | бойовик, кримінальний                      |
| К В І Т Е Н Ь | 24       | Нова Людина-павук 2. Висока напруга | США                              | Марк Вебб (режисер); Ендрю Гарфілд, Емма Стоун, Джеймі Фокс, Дейн ДеХаан, Деніс Лірі                                                 | бойовик, пригоди, фентезі                  |
| Т Р А В Е Н Ь | 1        | Танцюй звідси!                      | Велика Британія                  | Джеймс Гріффітс (режисер); Нік Фрост, Кріс О'Дауд, Рашида Джонс, Єн МакШейн, Олівія Колман                                           | комедія                                    |
| Т Р А В Е Н Ь | 1        | Інша жінка                          | США                              | Нік Кассаветес (режисер); Кемерон Діаз, Леслі Манн, Миколай Костер-Вальдау                                                           | комедія                                    |
| Т Р А В Е Н Ь | 1        | Кухня в Парижі                      | Росія                            | Дмитро Д'яченко (режисер); Олег Табаков, Дмитро Нагіев, Венсан Перес, Михайло Тарабукін                                              | комедія, спортивний                        |
| Т Р А В Е Н Ь | 1        | Оллі та скарби піратів              | США                              | Боб Дусетте, Гарі Герст (режисери); Шон-Раян Петерсен                                                                                | пригоди, сімейний                          |
| Т Р А В Е Н Ь | 1        | Голгофа                             | Велика Британія · Ірландія       | Джон Майкл МакДонах (режисер); Брендан Глісон, Кріс О'Дауд, Келлі Райллі, Ейден Гіллен, Ісаак Де Банколе                             | комедія, драма                             |
| Т Р А В Е Н Ь | 8        | Китайська головоломка               | Франція                          | Седрік Клапіш (режисер); Ромен Дюріс, Одрі Тоту, Сесіль Де Франс, Келлі Райллі, Бенуа Жако                                           | комедія, романтика                         |
| Т Р А В Е Н Ь | 8        | Лісовий патруль                     | Норвегія                         | Расмус А. Сівертсен (режисер); | сімейний                                   |
| Т Р А В Е Н Ь | 8        | 13-й район: Цегляні маєтки          | Франція · Канада                 | Каміль Деламарр (режисер); Пол Вокер, Давід Белль, Роберт Діггс (RZA), Каталіна Деніс, Аіша Ісса                                     | драма, кримінальний, бойовик               |
| Т Р А В Е Н Ь | 8        | Холостяки у відриві                 | Франція                          | Ентоні Марсіано (режисер); Ален Шаба, Макс Бубліль, Мелані Берньє, Сандрін Кіберлен, Арі Ельмалех                                    | комедія                                    |
| Т Р А В Е Н Ь | 8        | Блондинка в ефірі                   | США                              | Стівен Брілл (режисер); Елізабет Бенкс, Джеймс Марсден, Джилліан Джейкобс, Сара Райт, Ітан Саплі                                     | комедія                                    |
| Т Р А В Е Н Ь | 8        | Небо падших                         | Росія                            | Валентин Донсков (режисер); Кирило Плетнев, Катерина Вілкова, Анастасія Паніна, Данило Воробйов                                      | драма                                      |
| Т Р А В Е Н Ь | 15       | Ґодзілла                            | США                              | Гарет Едвардс (режисер); Аарон Тейлор-Джонсон, Браян Кренстон, Елізабет Олсен, Саллі Гоукінс                                         | пригоди, фантастика, бойовик               |
| Т Р А В Е Н Ь | 15       | Малюк у подарунок                   | США                              | Джессі МакКормак (режисер); Мішель Монаган, Рада Мітчелл                                                                             | комедія, романтика                         |
| Т Р А В Е Н Ь | 15       | Готель «Гранд Будапешт»             | США · Німеччина                  | Вес Андерсон (режисер); Ральф Файнс, Тоні Револорі, Матьє Амальрік, Адрієн Броуді, Віллем Дефо, Сірша Ронан                          | детектив, комедія, пригоди                 |
| Т Р А В Е Н Ь | 15       | Вулкан пристрастей                  | Франція                          | Александр Коффре (режисер); Дані Бун, Валері Боннетон                                                                                | комедія                                    |
| Т Р А В Е Н Ь | 22       | Принцеса Монако                     | ,                                | Олівер Даан (режисер); Ніколь Кідман, Тім Рот, Майло Вентімілья, Френк Ланджела                                                      | біографічний, мелодрама                    |
| Т Р А В Е Н Ь | 22       | Люди Ікс: Дні минулого майбутнього  | США                              | Браян Сінгер (режисер); Майкл Фассбендер, Джеймс МакЕвой, Хью Джекман, Дженніфер Лоуренс, Ніколас Хол                                | пригоди, фантастика, бойовик, фентезі      |
| Т Р А В Е Н Ь | 29       | Чаклунка                            | США                              | Роберт Стромберг (режисер); Анджеліна Джолі, Елль Фаннінг, Джуно Темпл, Шарлто Коплі, Сем Райлі                                      | драма, пригоди, сімейний, фентезі, бойовик |
| Т Р А В Е Н Ь | 29       | Нічого не бійся                     | США                              | Ентоні Леонарді ІІІ (режисер); Енн Геч, Вілла Голланд                                                                                | жахи                                       |
| Т Р А В Е Н Ь | 29       | Чарівний футбол                     | Аргентина                        | Хуан Хосе Кампанелла (режисер); Руперт Грінт, Хуан Хосе Кампанелла                                                                   | пригоди, сімейний                          |
| Т Р А В Е Н Ь | 29       | Інструкції не додаються             | Мексика                          | Еухеіо Дербез (режисер); | комедія                                    |
| Т Р А В Е Н Ь | 29       | Не говори нічого                    | Австралія                        | Кіран Дарсі-Сміт (режисер); Джоел Едгертон, Тереза Палмер                                                                            | драма, детектив                            |
| Ч Е Р В Е Н Ь | 5        | Грань майбутнього                   | США                              | Даг Ліман (режисер); Том Круз, Емілі Блант, Джеремі Півен, Маріанн Жан-Баптіст                                                       | бойовик, фантастика                        |
| Ч Е Р В Е Н Ь | 5        | Босоніж містом                      | США                              | Ендрю Флемінг (режисер); Івен Рейчел Вуд, Скотт Спідман, Тріт Вільямс                                                                | драма, комедія, мелодрама                  |
| Ч Е Р В Е Н Ь | 5        | Сусіди                              | США                              | Ніколас Столлер (режисер); Сет Роген, Зак Ефрон, Роуз Берн                                                                           | комедія                                    |
| Ч Е Р В Е Н Ь | 5        | Фатальна пристрасть                 | США                              | Джеймс Грей (режисер); Маріон Котійяр, Хоакін Фенікс, Джеремі Реннер                                                                 | драма, детектив, мелодрама, триллер        |
| Ч Е Р В Е Н Ь | 5        | Космічний пірат Харлок              | Японія · США · Франція           | Шун Огурі, Ю Аої, Аяно Фукуда | бойовик, мультфільм, пригоди, фантастика   |
| Ч Е Р В Е Н Ь | 5        | Усе й одразу                        | Росія                            | Роман Карімов (режисер); Никита Ост, Антон Шурцов, Олександр Паль                                                                    | комедія                                    |
| Ч Е Р В Е Н Ь | 5        | Апарт                               | Україна                          | Олександр Шапіро (режисер); Віталій Лінецький                                                                                        | драма, детектив, кримінал                  |
| Ч Е Р В Е Н Ь | 12       | Як приборкати дракона 2             | США                              | Дін ДеБлуа (режисер); Джей Барушель, Джона Гілл, Кейт Бланшетт, Кіт Гарінгтон, Джерард Батлер                                        | пригоди                                    |
| Ч Е Р В Е Н Ь | 12       | Нав'язливі ритми                    | Франція · Португалія             | Фанні Ардан (режисер); Азія Ардженто, Нуно Лопес, Франко Неро                                                                        | мелодрама                                  |
| Ч Е Р В Е Н Ь | 12       | Принцеса Монако                     | Франція · США · Бельгія · Італія | Олів'є Даан (режисер); Ніколь Кідман, Тім Рот, Паз Вега                                                                              | драма, біографія, мелодрама                |
| Ч Е Р В Е Н Ь | 12       | Кухар на колесах                    | США                              | Джон Фавро (режисер); Джон Фавро, Софія Вергара, Джон Легуізамо                                                                      | комедія                                    |
| Ч Е Р В Е Н Ь | 19       | Перевертень                         | США                              | Вільям Брент Белл (режисер); А.Дж. Кук, Brian Scott O'Connor, Себастьян Роше                                                         | детектив, триллер, жахи                    |
| Ч Е Р В Е Н Ь | 19       | Змішані                             | США                              | Френк Корачі (режисер); Адам Сендлер, Дрю Беррімор, Кевін Нілон                                                                      | комедія, сімейний                          |
| Ч Е Р В Е Н Ь | 19       | Кривава помста                      | Велика Британія · Пуерто-Рико    | Джон Стоквелл (режисер); Джина Карано, Кем Жиганде, Исмаэль Круз                                                                     | бойовик, кримінал, трилер                  |
| Ч Е Р В Е Н Ь | 26       | Не кажи нічого                      | Австралія                        | Кіран Дарсі-Сміт (режисер); Джоел Едгертон, Фелісіті Прайс, Тереза Палмер                                                            | драма, детектив, мелодрама                 |
| Ч Е Р В Е Н Ь | 26       | Трансформери 4                      | США                              | Майкл Бей (режисер); Марк Волберг, Нікола Пельтц, Стенлі Туччі, Софія Майлс, Ті Джей Міллер                                          | пригоди, фантастика, бойовик               |
| Ч Е Р В Е Н Ь | 26       | За далекими морями                  | Данія · Швеція                   | Есбен Тофт Якобсен (режисер); Едвін Ридинг, Тува Новотні, Густаф Гаммарстен                                                          | мультфільм, фентезі                        |
| Ч Е Р В Е Н Ь | 26       | Ворог                               | Канада · Іспанія                 | Дені Вільньов (режисер); Джейк Джилленхол, Мелані Лоран, Сара Гейдон                                                                 | детектив, трилер                           |

### Липень— Вересень
| Прем'єра        | Прем'єра | Назва                                            | Країна                            | Творці й Актори                                                                                              | Жанр                                           |
| --------------- | -------- | ------------------------------------------------ | --------------------------------- | --- | ---------------------------------------------- |
| Л И П Е Н Ь     | 3        | Дівчина на велосипеді                            | США · Німеччина                   | Джеремі Левен (режисер); Нора Чірнер, Педді Консідайн                                                        | комедія, мелодрама                             |
| Л И П Е Н Ь     | 3        | Теорема Зеро                                     | США                               | Террі Гілліам (режисери); Крістоф Вальц, Мелані Тьєррі, Девід Тьюліс, Метт Деймон, Бен Вішоу, Тільда Суінтон | фантастика, драма                              |
| Л И П Е Н Ь     | 3        | Мачо і ботан 2                                   | США                               | Філ Лорд, Кріс Міллер (режисери); Чаннінг Татум, Джона Гілл, Дейв Франко, Оши Джексон, Петер Стормар         | бойовик, кримінальний, комедія                 |
| Л И П Е Н Ь     | 3        | Почати знову                                     | США                               | Джон Карні (режисер); Гейлі Стейнфілд, Кіра Найтлі, Марк Руффало, Кетрін Кінер, Мос Деф                      | мелодрама, комедія                             |
| Л И П Е Н Ь     | 3        | Пластик                                          | Велика Британія                   | Джуліан Джилбі (режисер); Едвард Спелірс, Вілл Поултер, Елфі Овен-Аллен                                      | мелодрама, комедія, драма, бойовик, кримінал   |
| Л И П Е Н Ь     | 3        | Дом Гемінґвей                                    | Велика Британія                   | Річард Шепард (режисер); Емілія Кларк, Джуд Лоу, Керрі Кондон                                                | мелодрама, комедія, драма, бойовик, кримінал   |
| Л И П Е Н Ь     | 3        | Чоловіки на межі                                 | Іспанія                           | Сеск Гай (режисер); Хав'єр Камара, Рикардо Дарин, Едуард Фернандез                                           | мелодрама, комедія, драма                      |
| Л И П Е Н Ь     | 10       | Оз: Повернення у Смарагдове Місто                | США                               | Вілл Фінн (режисер); Г'ю Денсі, Том Кенні, Олівер Плетт, Дуглас Годж                                         | мюзикл, сімейний                               |
| Л И П Е Н Ь     | 10       | Перевага                                         | США · Велика Британія             | Воллі Пфістер (режисер); Джонні Депп, Ребекка Голл, Морган Фріман, Пол Беттані, Кілліан Мерфі                | драма, трилер, фантастика, бойовик             |
| Л И П Е Н Ь     | 10       | Мільйон способів втратити голову                 | США                               | Сет МакФарлейн (режисер); Шарліз Терон, Сет МакФарлейн, Аманда Сейфрід, Ліам Нісон                           | вестерн, комедія, романтика                    |
| Л И П Е Н Ь     | 17       | Літачки: Рятувальний загін                       | США                               | Роберт Ганнавей (режисер); Дейн Кук, Джулі Бовен                                                             | комедія, пригоди                               |
| Л И П Е Н Ь     | 17       | Юність                                           | США                               | Річард Лінклейтер (режисер); Еллар Колтрейн, Патриція Аркетт, Ітан Гоук                                      | мелодрама, драма                               |
| Л И П Е Н Ь     | 17       | Прогулянка по сонячному світлу                   | Велика Британія                   | Макс Джива, Данія Пасквіні (режисери); Джуліо Берруті, Аннабель Шолей, Ханна Артертон                        | мелодрама, музичний                            |
| Л И П Е Н Ь     | 17       | Хімія кохання                                    | США                               | Джофф Мур, Девід Посаментір (режисери); Сем Роквелл, Олівія Вайлд, Мішель Монаган, Рей Ліотта                | драматичний, комедія                           |
| Л И П Е Н Ь     | 17       | Світанок планети мавп                            | США                               | Метт Рівз (режисер); Гарі Олдман, Джейсон Кларк, Джуді Грір, Енді Серкіс, Кері Рассел                        | драматичний, трилер, фантастика, бойовик       |
| Л И П Е Н Ь     | 24       | Секс-відео                                       | США                               | Джейк Кездан (режисер); Камерон Діаз, Джейсон Сігел, Роб Кордрі                                              | комедія                                        |
| Л И П Е Н Ь     | 24       | Чарівний футбол                                  | Аргентина                         | Хуан Хосе Кампанелла (режисер); Руперт Грінт, Хуан Хосе Кампанелла                                           | пригоди, сімейний                              |
| Л И П Е Н Ь     | 24       | Геркулес                                         | США                               | Бретт Ретнер (режисер); Двейн Джонсон, Джон Герт, Аксель Генні, Єн МакШейн, Пітер Муллан                     | пригоди, бойовик                               |
| Л И П Е Н Ь     | 24       | Крок вперед: Все або нічого                      | США                               | Триш Си (режисер); Раян Гузман, Бріана Евіган, Стівен Стеннерт                                               | драма, мелодрама, музика                       |
| Л И П Е Н Ь     | 24       | А ось і вона                                     | США                               | Роб Райнер (режисер); Майкл Дуглас, Даяна Кітон                                                              | комедія, мелодрама                             |
| Л И П Е Н Ь     | 24       | Майдан                                           | Україна                           | Сергій Лозніца (режисер);                                                                                    | документальний                                 |
| Л И П Е Н Ь     | 31       | Король сафарі                                    | ПАР                               | Ентоні Сілверстон (режисер); Джейк Т. Остін, Ліам Нісон, Стів Бушемі, Анна Софія Робб                        | пригоди, сімейний                              |
| Л И П Е Н Ь     | 31       | Вартові Галактики                                | США                               | Джеймс Ганн (режисер); Кріс Претт, Зоі Салдана, Бредлі Купер, Він Дізель, Лі Пейс, Бенісіо Дель Торо         | пригоди, фантастика, бойовик                   |
| Л И П Е Н Ь     | 31       | Опинись у моїй шкірі                             | Велика Британія · США · Швейцарія | Джонатан Ґлейзер (режисер); Скарлетт Йоганссон, Джеремі МакВільямс, Лінсі Тейлор Маккей                      | драма, мелодрама, триллер, фантастика          |
| Л И П Е Н Ь     | 31       | Одна зустріч                                     | Франція                           | Ліза Алессандрін (режисер); Софі Марсо, Франсуа Клюзе, Ліза Алессандрін                                      | драма, мелодрама                               |
| С Е Р П Е Н Ь   | 7        | Шторму назустріч                                 | США                               | Стівен Куейл (режисер); Річард Армітаж, Сара Вейн Колліс, Метт Волш                                          | бойовик, триллер                               |
| С Е Р П Е Н Ь   | 7        | Я маю на увазі живих                             | Італія                            | Серджо Рубіні (режисер); Джузеппе Антіньяті, Джорджіо Беттоцці, Антоніо Бруду                                | комедія                                        |
| С Е Р П Е Н Ь   | 7        | Ласкаво просимо до Нью-Йорку                     | США                               | Абель Феррара (режисер); Жерар Депардьє, Жаклін Біссет, Дрена Де Ніро                                        | драма, мелодрама                               |
| С Е Р П Е Н Ь   | 7        | Зворотний бік шлюбу                              | Індія                             | Сакет Чаудхарі (режисер); Фархан Акхтар, Відья Балан                                                         | комедія, мелодрама                             |
| С Е Р П Е Н Ь   | 14       | Підлітки-мутанти. Черепашки-ніндзя               | США                               | Джонатан Лібесман (режисер); Меган Фокс, Вілл Арнетт, Вільям Фіхтнер                                         | бойовик, комедія, пригоди, фантастика, фентезі |
| С Е Р П Е Н Ь   | 14       | На гребені                                       | Австралія                         | Бен Нотт, Морган О'Ніл (режисери); Майлс Поллард, Ксав'єр Семюел, Сем Вортінгтон                             | драма, мелодрама, спорт                        |
| С Е Р П Е Н Ь   | 14       | Нестримні 3                                      | США                               | Патрік Г'юз (режисер); Сільвестр Сталлоне, Джейсон Стейтем, Мел Гібсон                                       | бойовик, пригоди, трилер                       |
| С Е Р П Е Н Ь   | 14       | Таємниця чотирьох принцес                        | Росія                             | Олег Штром (режисер); Христина Орбакайте, Сергій Жигунов, Олександр Стріженов                                | комедія, фентезі                               |
| С Е Р П Е Н Ь   | 14       | Красуні в Парижі                                 | Франція                           | Одрі Дена (режисер); Ванесса Параді, Ізабель Аджані, Летіція Каста                                           | комедія                                        |
| С Е Р П Е Н Ь   | 14       | Відв'язна Каліфорнія                             | США                               | Джина Мантенья, Спенсер Деніелс, Маніш Дайал                                                                 | трилер                                         |
| С Е Р П Е Н Ь   | 21       | Місто гріхів 2: Жінка, заради якої варто вбивати | США                               | Френк Міллер, Роберт Родрігес (режисери); Ева Грін, Джош Бролін, Джозеф Гордон-Левітт                        | бойовик, кримінал, трилер                      |
| С Е Р П Е Н Ь   | 21       | Люсі                                             | Франція                           | Люк Бессон (режисер); Скарлетт Йоханссон, Морган Фрімен, Чхве Мін Сік                                        | бойовик, фантастика                            |
| С Е Р П Е Н Ь   | 28       | Конформіст                                       | Франція · Італія · Німеччина      | Бернардо Бертолуччі (режисер); Жан-Луі Трентіньян, Стефанія Сандреллі, Домінік Санда                         | драма, мелодрама                               |
| С Е Р П Е Н Ь   | 28       | Посвячений                                       | США                               | Філліп Нойс (режисер); Брентон Туейтес, Меріл Стріп, Джефф Бріджес                                           | фантастика, драма, мелодрама                   |
| С Е Р П Е Н Ь   | 28       | Якщо я залишусь                                  | США                               | Р.Дж. Катлер (режисер); Хлоя Грейс Морец, Мірей Інос, Ліана Ліберато                                         | драма, мелодрама                               |
| С Е Р П Е Н Ь   | 28       | Ми — найкращі!                                   | Швеція · Данія                    | Лукас Модіссон (режисер); Міра Баркхаммар, Міра Гросін, Лів Лемойн                                           | драма, мелодрама, музика                       |
| С Е Р П Е Н Ь   | 28       | Кохаю твою дружину                               | Канада                            | Джерімайя С. Чечік (режисер); Раян Квантен, Сара Каннінг, Раян МакПартлін                                    | комедія, мелодрама                             |
| С Е Р П Е Н Ь   | 28       | Визволи нас від зла                              | США                               | Скотт Дерріксон (режисер); Ерік Бана, Едгар Рамірез, Олівія Мунн                                             | кримінал, триллер, жахи                        |
| С Е Р П Е Н Ь   | 28       | Фейкові копи                                     | США                               | Люк Грінфілд (режисер); Деймон Ваянс мол., Джейк Джонсон, Роб Ріггл                                          | комедія, кримінал                              |
| С Е Р П Е Н Ь   | 28       | Веселі хлопці;)                                  | Росія                             | Олексій Бобров (режисер); Іван Дорн, Катерина Шпіца, Софія Каштанова                                         | комедія                                        |
| В Е Р Е С Е Н Ь | 4        | Винні зірки                                      | США                               | Джош Бун (режисер); Шейлін Вудлі, Енсел Ельгорт, Лора Дерн                                                   | драма, мелодрама                               |
| В Е Р Е С Е Н Ь | 4        | Париж. Місто мертвих                             | США                               | Джон Ерік Даудл (режисер); Пердіта Вікс, Бен Фельдман, Едвін Годж                                            | трилер, жахи                                   |
| В Е Р Е С Е Н Ь | 4        | Вовки                                            | Франція                           | Девід Гейтер (режисер); Джейсон Момоа, Лукас Тілл, Джон Пайпер-Фергюсон                                      | бойовик, жахи                                  |
| В Е Р Е С Е Н Ь | 4        | Пестунчики в пошуках веселки                     | Іспанія                           | Алекс Кольс (режисер);                                                                                       | мультфільм                                     |
| В Е Р Е С Е Н Ь | 4        | Самотній за контрактом                           | Україна                           | Євген Матвієнко; Ольга Лєрман, Вацлав Верхол, Ольга Тумайкіна                                                | комедія, мелодрама                             |
| В Е Р Е С Е Н Ь | 11       | Об'їзд                                           | США                               | Вільям Дікерсон (режисер); Ніл Гопкінс, Бріа Грант, Джон Форест                                              | трилер                                         |
| В Е Р Е С Е Н Ь | 11       | Зникнення Елеанор Рігбі: Вона                    | США                               | Нед Бенсон (режисер); Джессіка Честейн, Джеймс МакЕвой, Білл Гадер                                           | драма, мелодрама                               |
| В Е Р Е С Е Н Ь | 11       | Інструкції не додаються                          | Мексика                           | Еухеніо Дербес (режисер); Еухеніо Дербес, Г'юго Стігліц, Лея Фрейтас                                         | драма, комедія, мелодрама                      |
| В Е Р Е С Е Н Ь | 11       | Одержимість Майкла Кінга                         | США                               | Девід Джунг (режисер); Шейн Джонсон, Елла Андерсон, Кара Піфко                                               | жахи                                           |
| В Е Р Е С Е Н Ь | 11       | Плем'я                                           | Україна                           | Мирослав Слабошпицький (режисер); Григорій Фесенко, Яна Новікова, Роза Бабій                                 | драма, кримінал, мелодрама                     |
| В Е Р Е С Е Н Ь | 11       | Відчинені вікна                                  | США · Іспанія                     | Начо Вігалондо (режисер); Саша Грей, Елайджа Вуд, Ніл Мескелл                                                | бойовик, кримінал, триллер                     |
| В Е Р Е С Е Н Ь | 11       | Сьомий гном                                      | Німеччина                         | Борис Альінович, Геральд Зіперманн (режисер); Отто Ваалкес, Борис Альінович, Ніна Хаген                      | мультфільм                                     |
| В Е Р Е С Е Н Ь | 11       | Прянощі та пристрасті                            | Індія · ОАЕ · США                 | Лассе Галльстрем (режисер); Гелен Міррен, Ом Пурі, Маніш Дайал                                               | драма, мелодрама                               |
| В Е Р Е С Е Н Ь | 11       | Хлопці з Джерсі                                  | США                               | Клінт Іствуд (режисер); Джон Ллойд Янг, Еріх Берген, Майкл Ломенда                                           | драма, біографія, мелодрама, музика            |
| В Е Р Е С Е Н Ь | 11       | Наднебезпечний                                   | Велика Британія · США · Німеччина | Антон Корбайн (режисер); Філіп Сеймур Гоффман, Рейчел МакАдамс, Віллем Дефо                                  | трилер                                         |
| В Е Р Е С Е Н Ь | 11       | Ровер                                            | Австралія · США                   | Девід Мішо (режисер); Гай Пірс, Роберт Паттінсон, Скут МакНейрі                                              | драма, кримінал, мелодрама                     |
| В Е Р Е С Е Н Ь | 11       | Сигнал                                           | США                               | Вільям Юбенк (режисер); Лоуренс Фішберн, Брентон Туейтес, Олівія Кук                                         | трилер, фантастика                             |
| В Е Р Е С Е Н Ь | 18       | Той, що біжить лабіринтом                        | США                               | Вес Болл (режисер); Ділан О'Браєн, Кая Скоделаріо, Вілл Поултер                                              | детектив, бойовик, триллер, фантастика         |
| В Е Р Е С Е Н Ь | 18       | Корпоратив                                       | Росія                             | Олег Ассадулін (режисер); Микола Наумов, Володимир Толоконніков, Мирослава Карпович                          | комедія                                        |
| В Е Р Е С Е Н Ь | 18       | Небеса реальні                                   | США                               | Рендолл Воллес (режисер); Грег Кіннер, Келлі Райллі, Томас Гейден Черч                                       | драма, мелодрама                               |
| В Е Р Е С Е Н Ь | 18       | Римська кільцева дорога                          | Італія                            | Джанфранко Розі (режисер);                                                                                   | документальний                                 |
| В Е Р Е С Е Н Ь | 25       | Праведник                                        | США                               | Антуан Фукуа (режисер); Дензел Вашингтон, Мартон Чокаш, Хлоя Грейс Морец                                     | бойовик, кримінал, триллер                     |
| В Е Р Е С Е Н Ь | 25       | Такі красиві люди                                | Україна                           | Дмитро Мойсеєв (режисер); Поліна Войневич, Алла Бінеєва, Станіслав Глушко, Михайло Жонін, Олег Стефан        | драма                                          |
| В Е Р Е С Е Н Ь | 25       | Відкриті вікна                                   | США · Іспанія                     | Начо Вігалондо (режисер); Елайджа Вуд, Саша Грей, Ніл Мескелл, Начо Вігалондо, Адам Кінтеро                  | кримінал, трилер                               |
| В Е Р Е С Е Н Ь | 25       | Зулу                                             | Франція · ПАР                     | Жером Салль (режисер); Орландо Блум, Форест Вітакер, Таня ван Граан                                          | драма, кримінал, мелодрама, трилер             |
| В Е Р Е С Е Н Ь | 25       | Людина листопада                                 | США                               | Роджер Дональдсон (режисер); Пірс Броснан, Люк Брейсі, Ольга Куриленко                                       | бойовик, кримінал, триллер                     |
| В Е Р Е С Е Н Ь | 25       | Кохання — найкращі ліки                          | Франція                           | Дені Бун (режисер); Дені Бун, Кад Мерад                                                                      | комедія                                        |

### Жовтень— Грудень
| Прем'єра        | Прем'єра | Назва                                  | Країна          | Творці й Актори                                                         | Жанр                                 |
| --------------- | -------- | -------------------------------------- | --------------- | ----------------------------------------------------------------------- | ------------------------------------ |
| Ж О В Т Е Н Ь   | 2        |                                        |                 |                                                                         |                                      |
| Ж О В Т Е Н Ь   | 2        | Дракула. Невідома історія              | США             | Гарі Шор (режисери); Люк Еванс, Домінік Купер                           | драма, фентезі, екшн                 |
| Ж О В Т Е Н Ь   | 2        | Змішані почуття                        | Росія           | Георгій Малков (режисер); Павло Дерев'янко, Олександр Ревва             | комедія                              |
| Ж О В Т Е Н Ь   | 2        | Клуб Вінкс: Таємниця морської безодні  | Італія          | Іджиніо Страффі (режисер);                                              | анімація, пригоди, фентезі           |
| Ж О В Т Е Н Ь   | 2        | Дружба і ніякого сексу?                | Канада          | Майкл Даус (режисер); Деніел Редкліфф, Зоі Казан                        | комедія, мелодрама                   |
| Ж О В Т Е Н Ь   | 2        | Два дні, одна ніч                      | Франція         | Жан-Пьєр Дарденн (режисер); Маріон Котійар, Фабріціо Ронджоне           | драма                                |
| Ж О В Т Е Н Ь   | 2        | Загублена                              | США             | Девід Фінчер (режисер); Бен Аффлек, Розамунд Пайк                       | драма, трилер                        |
| Ж О В Т Е Н Ь   | 9        | Аннабелль                              | США             | Джон Р. Леонетті (режисер); Аннабелль Волліс, Ворд Гортон               | жахи                                 |
| Ж О В Т Е Н Ь   | 9        | Кінороман                              | Канада          | Террі Майлз (режисер); Лорен Лі Сміт, Кетт Тортон                       | комедія, мелодрама, драма            |
| Ж О В Т Е Н Ь   | 9        | Залишені                               | США             | Вік Армстронг (режисер); Ніколас Кейдж, Чад Майкл Мюррей                | трилер, фантастика, екшн             |
| Ж О В Т Е Н Ь   | 9        | Бивень                                 | США             | Кевін Сміт (режисер); Генезіс Родрігез, Гейлі Джоел Осмент              | жахи                                 |
| Ж О В Т Е Н Ь   | 9        | Випускний                              | Росія           | Всеволод Бродський (режисер); Віктор Грудев, Крістіна Ісайкіна          | комедія                              |
| Ж О В Т Е Н Ь   | 9        | Ведмеді-сусіди                         | КНР             | Дінг Ліанг (режисер);                                                   | комедія, пригоди, анімація, сімейний |
| Ж О В Т Е Н Ь   | 16       | Святий Лоран. Страсті великого кутюр'є | Франція         | Бертран Бонелло (режисер); Гаспар Ульель, Жеремі Ренье                  | драма, біографічний                  |
| Ж О В Т Е Н Ь   | 16       | 2 спальні, 1 ванна                     | США             | Стенлі Юнг (режисер); Ерік Робертс, Ді Воллес                           | жахи                                 |
| Ж О В Т Е Н Ь   | 16       | Магія місячного сяйва                  | США             | Вуді Аллен (режисер); Колін Ферт, Емма Стоун                            | комедія, мелодрама                   |
| Ж О В Т Е Н Ь   | 16       | Страховик                              | Іспанія         | Габе Ібаньєс (режисер); Антоніо Бандерас, Мелані Гріффіт                | трилер, фантастика                   |
| Ж О В Т Е Н Ь   | 16       | Суддя                                  | США             | Девід Добкін (режисер); Роберт Дауні-мол, Віра Фарміґа                  | драматичний                          |
| Ж О В Т Е Н Ь   | 16       | Прогулянка серед могил                 | США             | Скотт Френк (режисер); Ліам Нісон, Девід Харбор                         | драматичний, кримінальний, екшн      |
| Ж О В Т Е Н Ь   | 23       | Гірко! 2                               | Росія           | Жора Крижовніков (режисер); Сергій Светлаков, Юлія Александрова         | комедія                              |
| Ж О В Т Е Н Ь   | 23       | Канікули маленького Ніколя             | Франція         | Лоран Тірар (режисер); Валері Лемерсьє, Кад Мерад                       | комедія                              |
| Ж О В Т Е Н Ь   | 23       | Все включено 2: Галопом по Європах     | Швеція          | Ганнес Голм (режисер); Вілльям Рігстрем, Морган Аллінг                  | комедія, сімейний                    |
| Ж О В Т Е Н Ь   | 23       | Сімейка монстрів                       | США             | Грегем Енейбл (режисер); Елль Фаннінг, Саймон Пегг                      | комедія, пригоди, анімація, сімейний |
| Ж О В Т Е Н Ь   | 23       | Ми тебе любимо, негідник               | Франція         | Клод Лелуш (режисер); Джонні Халлідей, Сандрін Боннер                   | комедія, мелодрама                   |
| Ж О В Т Е Н Ь   | 23       | Перш, ніж я засну                      | США             | Ровен Джофф (режисер); Ніколь Кідман, Колін Ферт                        | трилер                               |
| Ж О В Т Е Н Ь   | 25       | Супер шістка                           | США             | Дон Голл (режисер); Джемі Чунг, Ті Джей Міллер                          | комедія, анімація, екшн              |
| Ж О В Т Е Н Ь   | 30       | Бджілка Майя                           | Німеччина       | Алекс Стадерманн (режисер); Ноа Тейлор, Джекі Вівер                     | пригоди, сімейний? анімація          |
| Ж О В Т Е Н Ь   | 30       | Будинок проклятих                      | США             | Бред Андерсон (режисер); Кейт Бекінсейл, Джим Стерджесс                 | трилер                               |
| Ж О В Т Е Н Ь   | 30       | Лють                                   | Велика Британія | Девід Ейєр (режисер); Бред Пітт, Шіа ЛаБеф                              | бойовик, драма, військовий           |
| Ж О В Т Е Н Ь   | 30       | Якщо твоя дівчина — зомбі              | США             | Джефф Баена (режисер); Дейн ДеХаан, Обрі Пласа                          | комедія, жахи, мелодрама             |
| Ж О В Т Е Н Ь   | 30       | Самба                                  | Франція         | Олів'є Накаш (режисер); Омар Сай, Шарлотта Генсбур                      | комедія                              |
| Ж О В Т Е Н Ь   | 30       | Серена                                 | США             | Сюзанна Біер (режисер); Дженніфер Лоуренс, Бредлі Купер                 | драма                                |
| Л И С Т О П А Д | 6        | Будинок проклятих                      | США             | Бред Андерсон (режисер); Кейт Бекінсейл, Джим Стерджесс                 | трилер                               |
| Л И С Т О П А Д | 6        | Амазонія: Інструкція з виживання       | Франція         | Тьєррі Рагоберт (режисер);                                              | пригоди, документальний              |
| Л И С Т О П А Д | 6        | Розумний сумнів                        | Канада          | Пітер Хауіт (режисер); Домінік Купер, Семюель Джексон                   | трилер, кримінальний                 |
| Л И С Т О П А Д | 6        | Мала                                   | США             | Лінн Шелтон (режисер); Кіра Найтлі, Хлоя Морец                          | комедія, мелодрама                   |
| Л И С Т О П А Д | 6        | Інтерстеллар                           | США             | Крістофер Нолан (режисер); Меттью МакКонахі, Джессіка Честейн           | фантастика                           |
| Л И С Т О П А Д | 6        | Махни крилом!                          | Франція         | Крістіан Де Віта (режисер); Сет Грін, Дакота Фаннінг                    | анімація, сімейний                   |
| Л И С Т О П А Д | 12       | Поводир                                | Україна         | Олесь Санін (режисер); Антон Святослав Грін, Станіслав Боклан           | драма, військовий                    |
| Л И С Т О П А Д | 13       | Фабрика футбольних хуліганів           | Велика Британія | Нік Неверн (режисер); Джейсон Мацца, Нік Неверн                         | комедія                              |
| Л И С Т О П А Д | 13       | Бабай                                  | Україна         | Марина Ведмідь (режисер); Остап Ступка, Ірма Вітовська                  | комедія, пригоди, анімація,          |
| Л И С Т О П А Д | 13       | Віджа. Смертельна гра                  | США             | Стайлз Вайт (режисер); Олівія Кук, Ана Кото                             | трилер, містика                      |
| Л И С Т О П А Д | 13       | День дурня                             | Росія           | Олександр Баранов (режисер); Олексій Веселкін, Олександр Ликов          | комедія, пригоди                     |
| Л И С Т О П А Д | 13       | Вікінги                                | Німеччина       | Клаудіо Фах (режисер); Раян Квантен, Джеймс Нортон                      | пригоди, екшн                        |
| Л И С Т О П А Д | 13       | З любов'ю, Розі                        | Велика Британія | Крістіан Діттер (режисер); Лілі Коллінз, Сем Клафлін                    | комедія, мелодрама                   |
| Л И С Т О П А Д | 13       | Ріо, я люблю тебе                      | Бразилія        | Гільермо Арріага (режисер); Родріго Санторо, Раян Квантен               | мелодрама                            |
| Л И С Т О П А Д | 13       | Ми тебе любимо, негідник               | Франція         | Клод Лелуш (режисер); Джонні Голлідей, Сандрін Боннер                   | комедія, мелодрама                   |
| Л И С Т О П А Д | 13       | Гніздо Дракона                         | США             | Іефен Сонг (режисер);                                                   | пригоди, анімація, сімейний, фентезі |
| Л И С Т О П А Д | 20       | Нова подружка                          | Франція         | Франсуа Озон (режисер); Ромен Дюріс, Анаіс Демустьє                     |                                      |
| Л И С Т О П А Д | 20       | Голодні ігри: Переспівниця. Частина І  | США             | Френсіс Лоуренс (режисер); Дженніфер Лоуренс, Джош Хатчерсон            | пригоди, фантастика, драма, екшн     |
| Л И С Т О П А Д | 20       | Sex, кава, цигарки                     | Росія           | Сергій Ольденбург-Свінцов (режисер); Поліна Агуреєва, Ганна Старшенбаум | комедія                              |
| Л И С Т О П А Д | 27       | Нестерпні боси 2                       | США             | Шон Андерс (режисер); Джейсон Судейкіс, Джейсон Бейтман                 | комедія                              |
| Л И С Т О П А Д | 27       | Мисливець на лисиць                    | США             | Беннетт Міллер (режисер); Стів Карелл, Чаннінг Татум                    | драма, біографічний                  |
| Л И С Т О П А Д | 27       | Пінгвіни Мадагаскару                   | США             | Саймон Дж. Сміт (режисер); Бенедикт Камбербетч, Петер Стормаре          | комедія, пригоди, анімація           |
| Л И С Т О П А Д | 27       | Третя персона                          | США             | Пол Геггіс (режисер); Ліам Нісон, Міла Куніс                            | драма, мелодрама                     |
| Г Р У Д Е Н Ь   | 4        | Призначення                            | Австралія       | Майкл Спіріг (режисер); Ітан Гоук, Сара Снук                            | трилер, фантастика                   |
| Г Р У Д Е Н Ь   | 4        | Хочеш чи ні?                           | Франція         | Тоні Маршалл (режисер); Софі Марсо, Патрік Брюель                       | комедія, мелодрама                   |
| Г Р У Д Е Н Ь   | 4        | Піраміда                               | США             | Грегорі Левассер (режисер); Александр Ажа, Джеймс Бакклі                | жахи                                 |
| Г Р У Д Е Н Ь   | 4        | Любить не любить                       | Росія           | Клим Шипенко (режисер); Максим Матвеєв, Світлана Ходченкова             | комедія                              |
| Г Р У Д Е Н Ь   | 4        | Зникнення Елеанор Рігбі: Вони          | США             | Нед Бенсон (режисер); Джессіка Честейн, Джеймс МакЕвой                  | драма                                |
| Г Р У Д Е Н Ь   | 4        | Лігво звіра                            | США             | Мак Картер (режисер); Харрісон Гілбертсон, Ліана Ліберато               | жахи, містика                        |
| Г Р У Д Е Н Ь   | 4        | Бйорк: Biophilia Live                  | Велика Британія |                                                                         | документальний, музика               |
| Г Р У Д Е Н Ь   | 4        | Треш                                   | Велика Британія | Стівен Делдрі (режисер); Руні Мара, Мартін Шин                          | трилер, пригоди, драма               |
| Г Р У Д Е Н Ь   | 4        | Зірка                                  | Росія           | Анна Мелікян (режисер); Тінатін Далакішвілі, Северія Янушаускайте       | комедія, мелодрама                   |
| Г Р У Д Е Н Ь   | 4        | Все включено 2: Галопом по Європам     | Швеція          | Ганнес Голм (режисер); Вілльям Рігстрем, Морган Аллінг                  | комедія, сімейний                    |
| Г Р У Д Е Н Ь   | 11       | Астерікс: Земля Богів                  | Франція         | Александр Астьє (режисер); Ален Шаба, Лоран Лафітт                      | комедія, анімація                    |
| Г Р У Д Е Н Ь   | 11       | Джон Вік                               | США             | Девід Лейтч (режисер); Кіану Рівз, Едріанн Палікі                       | трилер, екшн                         |
| Г Р У Д Е Н Ь   | 11       | Листоноша Пет                          | США             | Майкл Д'Іса-Хоган (режисер); Джим Бродбент, Руперт Грінт                | комедія, анімація, сімейний          |
| Г Р У Д Е Н Ь   | 11       | Роги                                   | США             | Александр Ажа (режисер); Деніел Редкліфф, Джуно Темпл                   | трилер, жахи, драма, фентезі         |
| Г Р У Д Е Н Ь   | 11       | Френк                                  | Велика Британія | Ленні Абрахамсон (режисер); Донал Глісон, Майкл Фассбендер              | комедія, драма                       |
| Г Р У Д Е Н Ь   | 11       | Хоббіт: Битва п'яти воїнств            | США             | Пітер Джексон (режисер); Мартін Фріман, Річард Армітедж                 | пригоди, фентезі                     |
| Г Р У Д Е Н Ь   | 11       | Зоряна карта                           | США             | Девід Кроненберг (режисер); Джуліанна Мур, Міа Васіковська              | драма                                |
| Г Р У Д Е Н Ь   | 18       | Джимі Гендрікс                         | США             | Джон Рідлі (режисер); Імоджен Путс, Гейлі Етвелл                        | драма, музика, біографічний          |
| Г Р У Д Е Н Ь   | 18       | Бабай                                  | Україна         | Марина Ведмідь (режисер); Остап Ступка, Ірма Вітовська                  | комедія, пригоди, анімація, сімейний |
| Г Р У Д Е Н Ь   | 25       | Ялинки 1914                            | Росія           | Тимур Бекмамбетов (режисер); Іван Ургант, Сергій Светлаков              | комедія, сімейний                    |
| Г Р У Д Е Н Ь   | 25       | У темному-темному лісі                 | США             | Роб Маршалл (режисер); Джонні Депп, Емілі Блант                         | комедія, сімейний, фентезі           |

## Померли
| Місяць   | Дата | Ім'я          | Вік | Національність | Спеціальність                       | Відомі фільми                                         |
| -------- | ---- | ------------- | --- | -------------- | ----------------------------------- | ----------------------------------------------------- |
| Березень | 1    | Ален Рене     | 91  | Француз        | Режисер, сценарист, продюсер, актор | Хіросіма, любов моя • Торік в Марієнбаді • Провидіння |
| Липень   | 19   | Джеймс Гарнер | 86  | Американець    | актор                               | Дитяча година • Віктор Вікторія • Щоденник пам'яті    |

- 3 січня — Кохан Григорій Романович, український кінорежисер, сценарист.
- 9 січня — Лорелла де Лука, італійська акторка.
- 10 лютого:
  - Ширлі Темпл, американська акторка.
  - Самохіна Галина Михайлівна, радянська акторка театру і кіно.
- 13 лютого — Мартинюк Георгій Якович, радянський і російський актор театру та кіно.
- 7 березня — Кузнецов Анатолій Борисович, радянський і російський актор.
- 11 березня — Шабаєв Микола Васильович, радянський і український кінооператор комбінованих зйомок.
- 6 квітня — Міккі Руні, американський актор.
- 27 квітня — Курач Василь Миколайович, радянський і український кінооператор.
- 4 травня — Самойлова Тетяна Євгенівна, російська радянська акторка.
- 19 травня — Антанас Шурна, литовський актор театру та кіно.
- 30 травня — Макарова Людмила Йосипівна, радянська і російська акторка театру і кіно.
- 17 червня — Пашковська Юлія Максимівна, українська радянська естрадна співачка та акторка.
- 24 червня — Елай Воллак, американський актор.
- 8 серпня — Менахем Голан, ізраїльський продюсер, режисер і сценарист.
- 4 вересня — Баніоніс Донатас Юозович, радянський, литовський актор театру та кіно, режисер.
- 14 вересня — Хімічев Борис Петрович, радянський і російський актор театру і кіно.
- 5 жовтня — Любимов Юрій Петрович, російський актор, режисер.
- 27 жовтня — Данієль Буланже, французький поет, прозаїк, драматург, сценарист і актор.
- 30 жовтня — Рутберг Ілля Григорович, радянський і російський актор театру і кіно, мім, театральний педагог.
- 6 листопада — Данчишин Леонід Тимофійович, радянський і український актор.
- 27 листопада — Станіслав Мікульський, польський актор.
- 5 грудня — Полока Геннадій Іванович, радянський та російський кінорежисер, сценарист, актор та продюсер.
- 16 грудня — Пілюс Антоніна Іванівна, радянська та російська акторка і педагог.